# Christos Tsiolkas
Christos Tsiolkas (* 1965, Melbourne) je australský spisovatel. Narodil se v rodině řeckých přistěhovalců v Austrálii. Vyrostl v Melbourne a vzdělání získal na Blackburn High School a na University of Melbourne. Patří mezi generaci spisovatelů označovanou termínem grunge nebo špinavý realismus.
Jeho debutem byla novela Ari (Loaded, 1995), podle ní natočila v roce 1995 režisérka Ana Kokinos film Head On.

## Dílo

### Knihy
- Ari (1995, Loaded) – příběh devatenáctiletého potomka řeckých přistěhovalců. Napadá představu Austrálie jako multikulturní země.
- Jump Cuts (spoluautor Sasha Soldatow, 1996)
- Ježíšův člověk (1999, The Jesus Man) – román
- The Devil's Playground (2002);
- Dead Europe (2005);
- Facka (2008, The Slap) – o proměnách života na melbournském předměstí očima rozvětvené rodiny.
- Barakuda (2013, Barracuda) – román o nadějném plavci Danielu Kellym, který udělá osudnou chybu.

### Divadelní hry
- Who's Afraid of the Working Class? (1999)
- Elektra AD (1999)
- Viewing Blue Poles (2000)
- Fever (2002)
- Dead Caucasians (2002)
- Non Parlo di Salo (2005)

### Filmové scénáře
- Thug (1998)
- Saturn's Return (2000)